# Ольгинка (селище)
О́льгинка — селище у Волноваському районі Донецької області. Адміністративний центр Ольгинської селищної громади..

## Загальна інформація
Відстань до райцентру становить близько 24 км і проходить переважно автошляхом Н20. У селищі розташована залізнична станція Велико-Анадоль.
Територія селища була окупована російськими загарбниками 11 березня 2022 року.

## Історія
У часи нацистсько-радянської війни червоні війська відступили з Ольгинки 13 жовтня 1941 року.
Вночі з 21 на 22 травня 2014 року, ближче до 6-ї години ранку, між Великоанадоллю (Ольгинка) і Володимирівкою поблизу міста Волноваха відбулися бойові зіткнення між українськими військовими 51-ї механізованої бригади та бойовиками терористичної організації "ДНР".

## Населення

### Мова
Розподіл населення за рідною мовою за даними перепису 2001 року:
| Мова            | Кількість | Відсоток |
| --------------- | --------- | -------- |
| українська      | 2673      | 75.23%   |
| російська       | 863       | 24.28%   |
| білоруська      | 4         | 0.12%    |
| вірменська      | 1         | 0.03%    |
| німецька        | 1         | 0.03%    |
| інші/не вказали | 11        | 0.31%    |
| Усього          | 3553      | 100%     |

За даними перепису 2001 року, населення селища становило 3553 особи, з них 75,23 % зазначили рідною мову українську, 24,29 % — російську, 0,11 % — білоруську, 0,03 % — вірменську та німецьку мови.

## Видатні особи
У селищі народилися:
- Дзекун Олександр Іванович — театральний режисер, лауреат Шевченківської премії.
- Андрій Овсієнко — радянський воєначальник генерал-майор.
- Мирний В'ячеслав Васильович — український науковець-маркшейдер, кандидат технічних наук, доцент Донецького національного технічного університету.